# Eragon (film)
Eragon er en britisk-amerikansk fantasy-eventyrfilm fra 2006 instrueret af Stefen Fangmeier. Filmen er løst baseret på Christopher Paolinis roman af samme navn.
Filmen havde premiere i hele verden mellem d. 13. og d. 15. december, og blev distribueret af 20th Century Fox. Det var den tiende dårligst anmeldte film i 2006 på filmsiden Rotten Tomatoes, og den 31. bedst indbringende film i USA dette år. The film was released for home entertainment on March 20, 2007.

## Medvirkende
- Edward Speleers som Eragon
- Jeremy Irons som Brom
- Sienna Guillory som Arya
- Robert Carlyle som Durza
- John Malkovich som Galbatorix
- Garrett Hedlund som Murtagh
- Alun Armstrong som Garrow
- Christopher Egan som Roran
- Gary Lewis som Hrothgar
- Djimon Hounsou som Ajihad
- Rachel Weisz som Saphira, stemme
- Richard Rifkin som Horst
- Steve Speirs som Sloan
- Joss Stone som Angela
- Caroline Chikezie som Nasuada